# 費爾斯德學校
費爾斯德學校（Felsted School）是一所英國男女同校的走讀及寄宿的獨立學校，位於英格蘭埃塞克斯郡的費爾斯德。 它是英國公學的傳統，由第一任里奇男爵理查德·里奇(Richard Rich, 1st Baron Rich)於 1564 年創立。費爾斯德是校長和女校長會議的 12 位創始成員之一，也是世界學校圓桌會議的正式成員。費爾斯德學校出現在好學校指南中，並且經常出現在"塔特拉學校指南"(Tatler's Schools Guide)中。 費爾斯德學校"泰晤士報教育增刊" (TES) 評為2020年的“年度寄宿學校”。
費爾斯德學校因教育出英國國家元首理查德·克倫威爾而聞名。

## 參閲
- 老費爾斯德人列表(List of Old Felstedians)
- Category:費爾斯德學校校友(Category:People educated at Felsted School)

## 外部連結
- Felsted School （页面存档备份，存于）
- The Felsted Archives （页面存档备份，存于）
- The Good Schools Guide Review of Felsted School, Great Dunmow, CM6 3LL （页面存档备份，存于）
- The school management information system （页面存档备份，存于） - The Felsted MIS

template:Schools in Essex